# Internazionali di Tennis Città di Perugia 2023
Gli Internazionali di Tennis Città di Perugia 2023 sono stati un torneo maschile di tennis giocato sulla terra rossa. È stata l'8ª edizione del torneo, facente parte della categoria Challenger 125 nell'ambito dell'ATP Challenger Tour 2023. Si è giocato al Tennis Club Perugia di Perugia, in Italia, dal 12 al 18 giugno 2023.

## Partecipanti

### Teste di serie
| Nazionalità | Giocatore            | Ranking* | Testa di serie |
| ----------- | -------------------- | -------- | -------------- |
| Argentina   | Pedro Cachín         | 64       | 1              |
| Spagna      | Albert Ramos Viñolas | 67       | 2              |
| Spagna      | Jaume Munar          | 81       | 3              |
| Austria     | Dominic Thiem        | 92       | 4              |
| Francia     | Alexandre Müller     | 101      | 5              |
| Italia      | Matteo Arnaldi       | 106      | 6              |
| Ungheria    | Fábián Marozsán      | 115      | 7              |
| Argentina   | Facundo Bagnis       | 124      | 8              |

* Ranking al 29 maggio 2023.

### Altri partecipanti
I seguenti giocatori hanno ricevuto una wild card per il tabellone principale:
- Gianmarco Ferrari
- Edoardo Lavagno
- Dominic Thiem

I seguenti giocatori sono passati dalle qualificazioni:
- Renzo Olivo
- Andrea Arnaboldi
- Nerman Fatić
- Alexander Weis
- Dmitrij Popko
- Oriol Roca Batalla

I seguenti giocatori sono entrati in tabellone come lucky loser:
- Álvaro López San Martín
- Stefano Travaglia

## Punti e montepremi
| Torneo    | Torneo              | V      | F      | SF    | QF    | 2T    | 1T    | Q | Q2  | Q1  |
| Singolare | Punti               | 125    | 75     | 45    | 25    | 11    | 0     | 5 | 2   | 0   |
| Singolare | Premi in denaro (€) | 19,650 | 11,570 | 6,850 | 3,990 | 2,345 | 1,420 | – | 710 | 355 |
| Doppio    | Punti               | 125    | 75     | 45    | 25    | –     | 0     | – | –   | –   |
| Doppio    | Premi in denaro (€) | 8,420  | 4,900  | 2,940 | 1,750 | –     | 990   | – | –   | –   |

## Campioni

### Singolare
Fábián Marozsán ha sconfitto in finale  Edoardo Lavagno con il punteggio di 6–2, 6–3.

### Doppio
Boris Arias /  Federico Zeballos hanno sconfitto in finale  Luciano Darderi /  Juan Pablo Paz con il punteggio di 7–6(3), 7–6(6).